# Tinamou carapé
Taoniscus nanus
Genre
Espèce
Statut de conservation UICN

EN : En danger
Le Tinamou carapé (Taoniscus nanus) est une espèce de petit oiseau de la famille des Tinamidae. C'est la seule espèce du genre Taoniscus.

## Description
Il mesure environ 16 cm de long avec une queue et des ailes courtes. Il ressemble à une perdrix. Il est de couleur gris-brun avec une zone plus pâle au sommet de la gorge.

## Distribution et habitat
Son habitat naturel est constitué de broussailles et de prairies aux alentours de 1 000 m d'altitude. Il est limité à la région du Cerrado du sud-est brésilien.

## Alimentation
Il se nourrit essentiellement de graines, de termites, d'insectes et d'arthropodes.
Il est menacé par la disparition de son habitat.

### GenreTaoniscus
- (en) Congrès ornithologique international : Taoniscus nanus dans l'ordre Tinamiformes (consulté le 3 juin 2015)
- (en) Zoonomen Nomenclature Resource (Alan P. Peterson) : Taoniscus  dans Tinamiformes
- (en) Catalogue of Life : Taoniscus Gloger, 1842 (consulté le 11 décembre 2020)
- (fr + en) ITIS : Taoniscus  Gloger, 1842
- (en) Animal Diversity Web : Taoniscus
- (en) UICN : taxon  Taoniscus  (consulté le 7 janvier 2023)

### EspèceTaoniscus nanus
- (fr) Oiseaux.net : Taoniscus nanus (+ répartition)
- (en) Congrès ornithologique international : Taoniscus nanus dans l'ordre Tinamiformes
- (en) Zoonomen Nomenclature Resource (Alan P. Peterson) : Taoniscus nanus  dans Tinamiformes
- (en) Catalogue of Life : Taoniscus nanus (Temminck, 1815) (consulté le 18 décembre 2020)
- (fr + en)  Avibase : Taoniscus nanus (+ répartition)
- (fr + en) ITIS : Taoniscus nanus  (Temminck, 1815)
- (en) Animal Diversity Web : Taoniscus nanus
- (en) UICN : espèce Taoniscus nanus (Temminck, 1815) (consulté le 3 juin 2015)
- (fr) eBird : Taoniscus nanus